# Bem jurídico
Poderá definir-se bem jurídico como a expressão de um interesse, da pessoa ou da comunidade, na manutenção ou integridade de um certo estado, objecto ou bem em si mesmo socialmente relevante e por isso juridicamente reconhecido como valioso.
Bem jurídico é toda coisa que pode ser objeto do Direito. Bem é tudo quanto pode proporcionar ao homem qualquer satisfação. Nesse sentido se diz que a saúde é um bem, que a amizade é um bem e etc. Mas juridicamente falando, bens são os valores materiais ou imateriais que podem ser objeto de uma relação de direito. Bens são coisas úteis e de expressão econômica, suscetíveis de apropriação.
Toda Relação Jurídica entre dois sujeitos tem por objeto um bem sobre o qual recaem direitos e obrigações.
Para que seja objeto de uma relação jurídica é preciso que o bem tenha idoneidade para satisfazer um interesse econômico - portanto, que tenha valor econômico - e, que subordine-se juridicamente a um titular.
.
No direito penal, refere-se a valores específicos os quais a sociedade elegeu como de fundamental importância. Devido a essa importância, os bens jurídicos servem de base material para a tipificação de tipos penais.
Exemplos: direito à vida, à liberdade, à honra, à propriedade, etc.
É com base nos bens jurídicos que os crimes são elencados no Código Penal: crimes contra a vida, contra a honra, contra o patrimônio, etc.